# Nisa / Lage da Prata
Nisa / Lage da Prata este o arie protejată (sit de importanță comunitară — SCI) din Portugalia întinsă pe o suprafață de 12.668,63 ha, integral pe uscat.

## Localizare
Centrul sitului Nisa / Lage da Prata este situat la coordonatele 39°28′51″N 7°40′58″W / 39.4808°N 7.6828°V.

## Înființare
Situl Nisa / Lage da Prata a fost declarat sit de importanță comunitară în iulie 1999 pentru a proteja 1 specie de plante și 8 specii de animale.

## Biodiversitate
Situată în ecoregiunea mediteraneană, aria protejată conține 11 habitate naturale: Iazuri temporare mediteraneene, Pajiști uscate europene, Tufărișuri termo-mediteraneene și de pre-deșert, Pseudostepă cu ierburi și specii anuale de Thero-Brachypodietea, Dehesas cu Quercus spp. perene, Pajiști umede mediteraneene cu ierburi înalte de Molinio-Holoschoenion, Fânețe de joasă altitudine (Alopecurus pratensis, Sanguisorba officinalis), Pante stâncoase silicioase cu vegetație casmofită, Roci stâncoase cu vegetație pionieră de Sedo-Scleranthion sau Sedo albi-Veronicion dillenii, Păduri de stejar galițio-portugheze cu Quercus robur și Quercus pyrenaica, Galerii de Salix alba și de Populus alba.
La baza desemnării sitului se află mai multe specii protejate:
- plante (1): Salix salvifolia subsp. australis
- mamifere (3): vidră de râu (Lutra lutra), râs iberic (Lynx pardinus), liliacul mic cu potcoavă (Rhinolophus hipposideros)
- pești (4): Chondrostoma lusitanicum, Chondrostoma polylepis, Cobitis paludica, Rutilus alburnoides
- reptile (1): Mauremys leprosa

Pe lângă speciile protejate, pe teritoriul sitului au mai fost identificate 5 specii de plante, 5 specii de amfibieni, 3 specii de mamifere, 3 specii de reptile.